# 門川駅
門川駅（かどがわえき）は、宮崎県東臼杵郡門川町大字門川尾末にある、九州旅客鉄道（JR九州）日豊本線の駅である。事務管コードは▲920558。

## 概要
門川町の中心駅であり、一部の特急列車が停車する。
特急にちりんについては早朝および夜間に一部の列車が停車するのみである。しかし日中は客扱いはしないが、特急同士の交換のため運転停車を行うことが多い。一方、特急ひゅうがについては2013年3月のダイヤ改正以降より、11号を除く全列車が停車するようになった。
2023年現在、以下の特急列車が停車し客扱いを行う。
- 「にちりん」2・4・16号

20号（小倉行）は2021年3月12日までは博多行き「にちりんシーガイア」24号として停車していた。翌13日以降は「にちりんシーガイア」の停車はない。
- 「ひゅうが」2・4・6・11・13号を除く全列車

通過する5本はいずれも2021年3月改正で「にちりん」運転区間短縮により編入されたもので、停車駅も「にちりん」時代に準じたものとなっている。この改正まで唯一通過していた旧11号は列車自体が廃止となった。

## 歴史
- 1922年（大正11年）2月11日：鉄道省が開設[1]。
- 1945年（昭和20年）8月12日：門川空襲により駅本屋を含め構内が全焼。
- 1973年（昭和48年）9月26日：貨物取扱廃止[4]。
- 1981年（昭和56年）4月14日：直営駅から業務委託駅となる（委託先は九鉄開発大分支社）[5]。
- 1984年（昭和59年）
  - 2月1日：荷物扱い廃止[4]。
  - 11月1日：無人化[6]（簡易委託駅化）。
- 1987年（昭和62年）4月1日：国鉄分割民営化により、JR九州の駅となる[4]。
- 1994年（平成6年）5月12日：現駅舎完成[7]。
- 1996年（平成8年）6月1日：宮崎総合鉄道事業部発足により、大分支社から鹿児島支社に移管。
- 2022年（令和4年）4月1日：宮崎支社発足により、鹿児島支社から同支社へ移管[8]。

## 駅構造
駅舎の東側に接した相対式ホーム1面1線と島式ホーム1面2線の合計2面3線を有する地上駅で、2本のホームは駅舎の日向市方に存在する跨線橋で結ばれている。駅舎は門川町コミュニティーセンターAPIOとの合築で舟をイメージしたデザインである。
門川町観光協会が駅業務を行う簡易委託駅である。

### のりば
| のりば  | 路線      | 方向 | 行先               |
| ------- | --------- | ---- | ------------------ |
| 1・2・3 | ■日豊本線 | 上り | 延岡・大分方面     |
| 1・2・3 | ■日豊本線 | 下り | 宮崎・宮崎空港方面 |

- 1番のりばを主本線とした一線スルーとなっており、行違いや通過待ちが無い限りは、両方向とも1番のりばを使用する。
- 2019年3月改正時点では、3番線からの延岡方面への定期列車の設定はない。

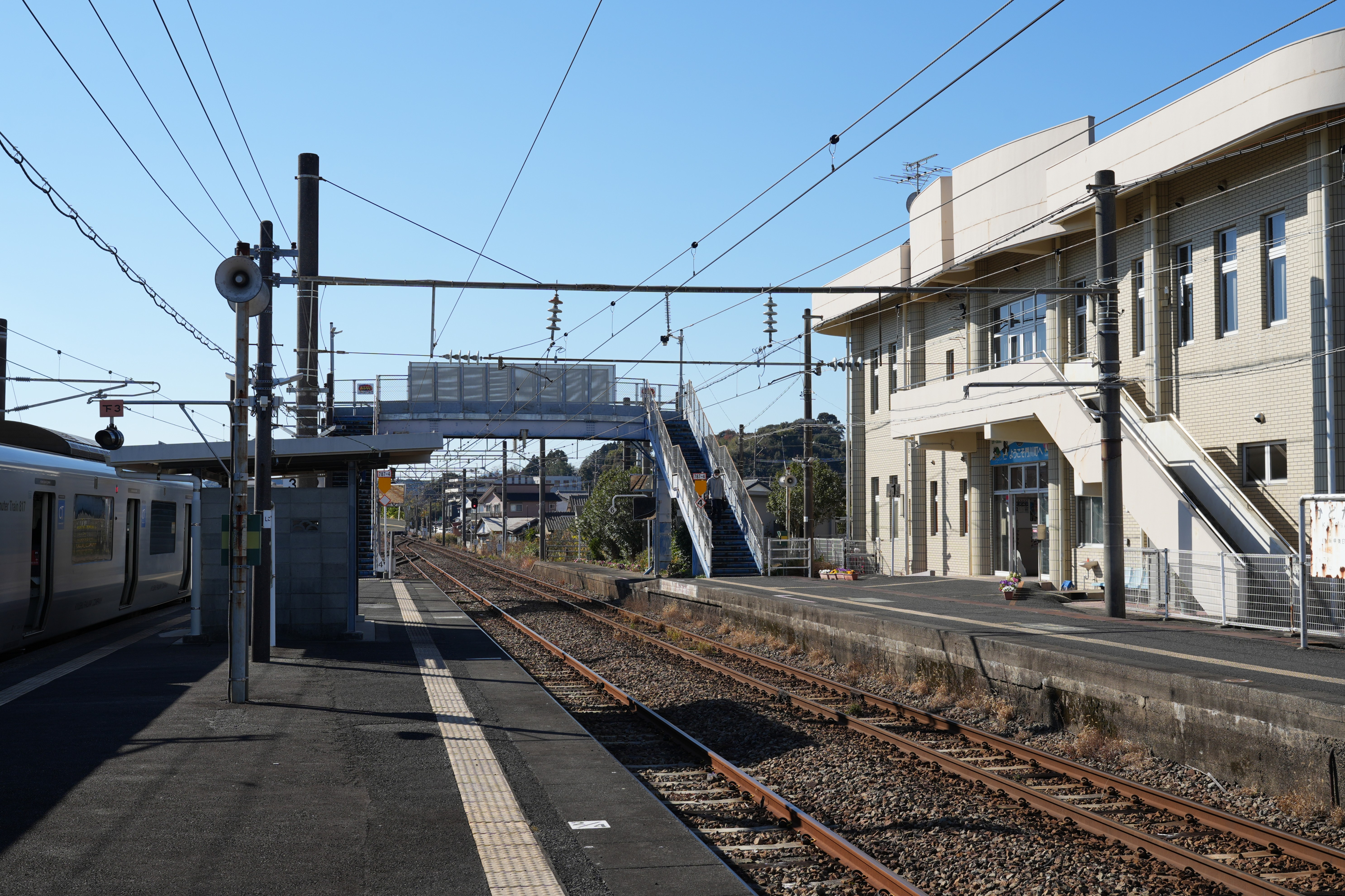
2・3番のりば

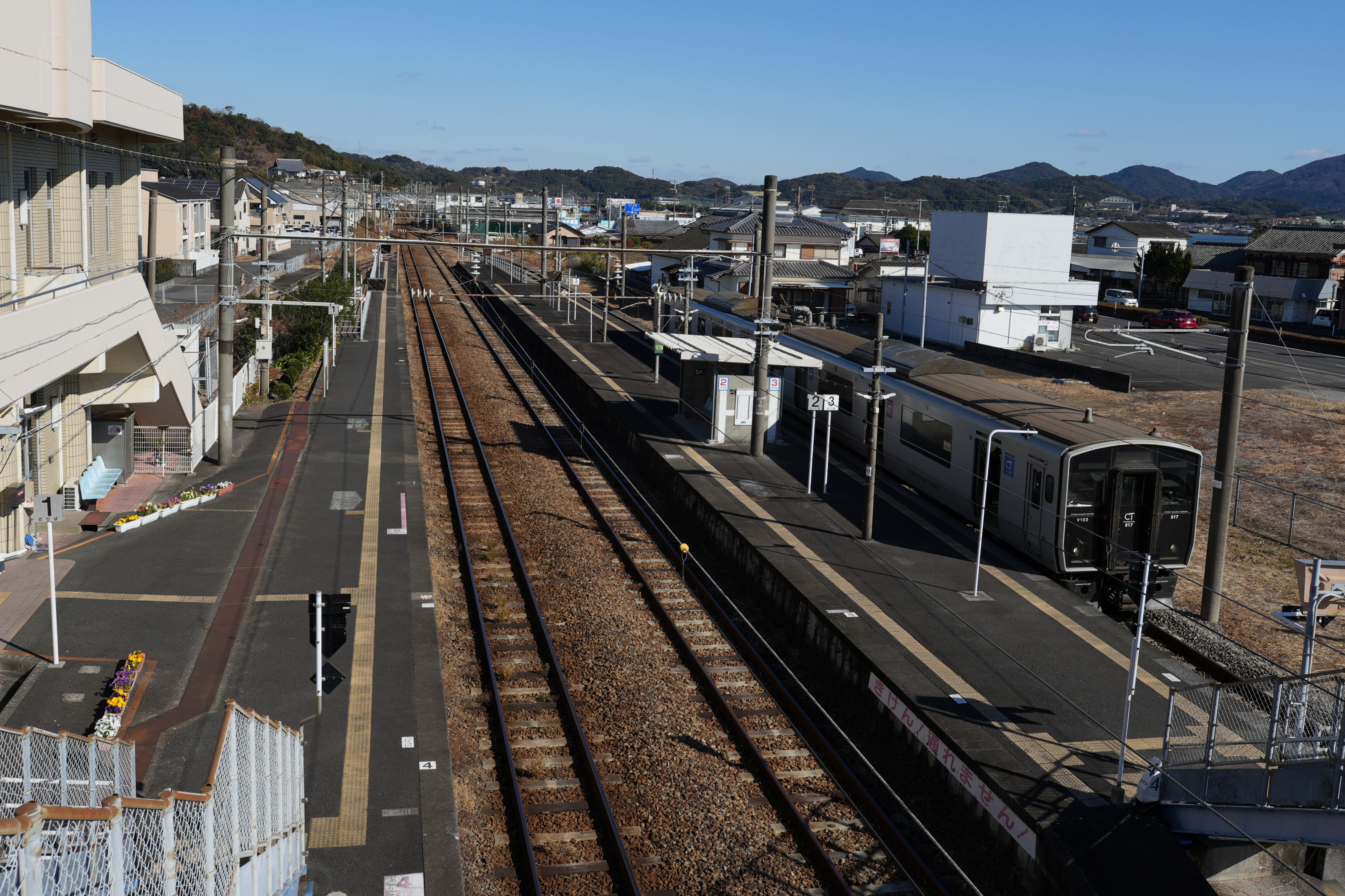
跨線橋から

## 利用状況
2023年（令和5年）度の1日平均乗車人員は429人である。
近年の1日平均乗車人員の推移は以下の通り。
| 年度   | 1日平均 乗車人員 | 出典   |
| ------ | ---------------- | ------ |
| 1996年 | 377              | -      |
| 1997年 | 358              | -      |
| 1998年 | 392              | -      |
| 1999年 | 414              | -      |
| 2000年 | 396              | -      |
| 2001年 | 375              | -      |
| 2002年 | 348              | -      |
| 2003年 | 371              | -      |
| 2004年 | 343              | -      |
| 2005年 | 402              | -      |
| 2006年 | 429              | -      |
| 2007年 | 444              | -      |
| 2008年 | 455              | -      |
| 2009年 | 322              | -      |
| 2010年 | 444              | -      |
| 2011年 | 453              | -      |
| 2012年 | 480              | -      |
| 2013年 | 459              | -      |
| 2014年 | 418              | -      |
| 2015年 | 403              | -      |
| 2016年 | 424              | [ 10 ] |
| 2017年 | 420              | [ 11 ] |
| 2018年 | 432              | [ 12 ] |
| 2019年 | 395              | [ 13 ] |
| 2020年 | 344              | [ 14 ] |
| 2021年 | 368              | [ 15 ] |
| 2022年 | 392              | [ 16 ] |
| 2023年 | 429              | [ 9 ]  |

## 駅周辺
- 門川町役場
- 門川郵便局
- 門川町立門川小学校
- 門川町立門川中学校
- 宮崎県立門川高等学校

### バス路線
- 宮崎交通
  - 「門川駅前」停留所 - 駅前宮崎県道229号門川停車場線上
  - 「上納屋」停留所 - 駅裏国道10号・国道388号線上
    - イオンタウン日向 - 北町 - 門川本町 - 上納屋 - 門川駅前 - 宇納間 - 小原
    - イオンタウン日向 - 北町 - 門川本町 - 上納屋 - 土々呂 - 一ヶ岡 - 南延岡 - 延岡駅 - レーヨン

## 隣の駅
九州旅客鉄道（JR九州）
■日豊本線
- 特急「にちりん」「ひゅうが」一部停車駅

土々呂駅 - 門川駅 - 日向市駅